# Atlantosaurus montanus
Atlantosaurus montanus (“lagarto Atlas de Montana”) es la única especie conocida del género extinto dudoso Atlantosaurus de dinosaurio saurópodo, que vivió a finales del Jurásico, hace aproximadamente 150 y 147 millones de años, en el Kimmeridgiense y el Titoniense, en lo que hoy es Norteamérica. Atlantosaurus fue el primer saurópodo que se describió durante la famosa Guerra de los Huesos del siglo XIX, durante el cual la metodología científica fue dejada de lado a favor de la búsqueda de la aclamación académica.

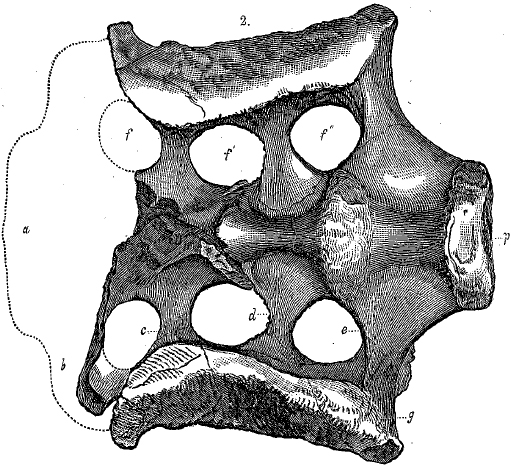
Vértebra sacra de Atlantosaurus montanus

El espécimen tipo fue encontrado por Arthur Lakes en la Formación Morrison de Colorado , Estados Unidos, fue descrito por Othniel Charles Marsh, Profesor de Paleontología en la Universidad de Yale, en 1877 como "Titanosaurus montanus". Marsh pronto se enteró de que el nombre Titanosaurus ya había sido utilizado a principios de ese año para describir a un saurópodo diferente, por lo que lo rebautizó como Atlantosaurus montanus. Los restos esqueléticos descubiertos inicialmente se distinguieron por su tamaño inmenso y por los pleurocoelos,
bolsillos llenos de aire, en las vértebras . Sin embargo, desde el momento de su descubrimiento, estas características se han generalizado entre los saurópodos, por lo que es casi imposible distinguir las dos vértebras conocidas de Atlantosaurus de las de sus parientes. Dado que no está claro si Atlantosaurus montanus en realidad representa una especie distinta, se considera un dudoso, aunque algunos investigadores lo han considerado un sinónimo de Apatosaurus ajax.